# الجمعية الرياضية النسائية بالساحل
الجمعية الرياضية النسائية بالساحل، هو فريق تونسي لكرة قدم النسائية تأسس عام 1992 في مدينة سوسة، ولاية سوسة، يلعب هذا الفريق في الرابطة التونسية المحترفة لكرة القدم للسيدات في موسم 2021–22.

## سجل ألقاب النادي
الألقاب المحلية
- البطولة التونسية للسيدات  (6) : 2007–08، 2008–09، 2011–12، 2012–13، 2013–14، 2016–17.

♦ الدور النهائي  (5) : 2004–05، 2006–07، 2014–15، 2015–16، 2018–19.
- كأس تونس  (8) : 2005، 2007، 2013، 2014، 2015، 2016، 2017، 2018.

♦ الدور النهائي  (2) : 2009، 2019.
- كأس السوبر  (2) : 2008، 2012.

♦ الدور النهائي  (1) : 2009.
- كأس الرابطة  (1) : 2021.

الألقاب الخارجية
- كأس شمال أفريقيا  (1) : 2009.

## وصلات خارجية
- صفحة الجمعية الرياضية النسائية بالساحل على موقع كوووة.
- الموقع الرسمي للجامعة التونسية لكرة القدم.